# Terreres de Vaca Morta
Les terreres de Vaca Morta estan constituïdes per diverses basses al·luvials originades per una activitat extractiva d'argiles, en part encara activa. En conjunt ocupen al voltant d'unes onze hectàrees de superfície al municipi de Corçà i Cruïlles, Monells i Sant Sadurní de l'Heura.
L'interès ecològic d'aquest espai rau en la notable recuperació com a zona humida que estan experimentant, tant pel que fa a la vegetació com a la fauna. Tot i així, l'espai presenta un elevat dinamisme, com que la gran majoria de les basses artificials censades en el primer inventari van desaparèixer. Sota les aigües d'algunes de les basses s'hi troben poblaments de Potamogeton pectinatus i a les vores hi creixen canyissars, petits claps de bogar i salzedes. És classificat com a hàbitat d'interès comunitari amb el codi 92A0.
Pel que fa a la fauna, les terreres de Vaca Morta són un punt important per a la cria d'amfibis. És un lloc habitual de repòs per a ocells com el bernat pescaire (Ardea cinerea), el martinet blanc (Egretta garzetta), el xarxet (Anas crecca), l'ànec cullerot (Anas clypeata), el blauet (Alcedo atthis), etc.
L'activitat extractiva que va originar les basses continua i això té un impacte en l'espai. Es rebleixen les mateixes basses que acaben per desaparèixer, però també s'hi acaben runes, escombraries i altres residus. El continu trànsit de camions de l'activitat extractiva causa una important deposició de pols. Caldria evitar el rebliment de les basses encara existents, recuperar aquelles desaparegudes i millorar l'interès ecològic de totes les cubetes com a zones humides.